# Dólar beliceño
El dólar beliceño o dólar de Belice (en inglés Belize dollar o, simplemente, dollar) es la actual unidad monetaria de la monarquía constitucional de Belice. El código ISO 4217 es BZD. Normalmente se abrevia: $, o bien Bz$, para diferenciarlo del dólar de los Estados Unidos y de otros tipos de dólares. Se subdivide en 100 cents. Entre 1885 y 1973 era conocido como dólar de Honduras Británica o menos conocido como dólar britanohondureño, el cual había sido precedido desde 1810 a 1822 por la libra beliceña.

## Historia

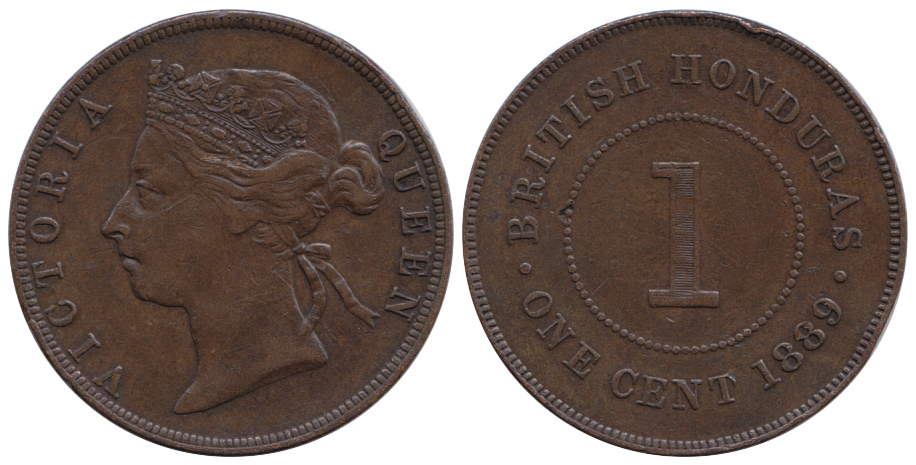
Moneda de 1 centavo de dólar de Honduras Británica de 1889, con el rostro de la reina Victoria.

La primera vez que apareció el dólar en Honduras Británica fue en forma de billetes en 1855.[cita requerida] En 1885 sustituyó a la libra esterlina como unidad monetaria de la colonia, con emisión propia de monedas y billetes. El dólar tenía entonces un valor de 4 chelines y 2 peniques, es decir, una libra equivalía a $4,80. 
En 1978, se abandonó el vínculo con la libra esterlina de BZ$4 = £1 y una vez más la unidad beliceña quedó vinculada al dólar estadounidense a un tipo de cambio fijo de BZ$2 = US$1. Este nuevo tipo de cambio que todavía se mantiene hoy en día
La difunta reina Isabel II del Reino Unido aparece en todos los billetes emitidos por el Banco Central de Belice. En julio de 2023 se decidió que los futuros billetes de dólares beliceños no mostrarán el retrato del rey Carlos III. En su lugar, los nuevos billetes representarán a héroes nacionales beliceños, entre ellos el difunto Muy Honorable y Padre de la Independencia de Belice George Cadle Price y el Padre de la Democracia, el difunto Honorable Philip Goldson.
Emitido por el Banco Central de Belice (Central Bank of Belize), circulan monedas de 1, 5, 10, 25, 50 cents y de 1 dólar, y billetes de 2, 5, 10, 20, 50 y 100 dólares.